# Szoftverfejlesztő
A szoftverfejlesztő egy foglalkozás. A szoftverfejlesztő feladata számítógépes szoftverek (programok) megtervezése és kivitelezése.  A köznyelvben nemcsak a  személyt, hanem  a szoftverfejlesztő csoportokat, vállalkozásokat is gyakran egyszerűen szoftverfejlesztőnek nevezik.
A szoftverfejlesztő meglévő vagy új szoftveralkalmazásokkal és operációs rendszerekre vonatkozó igényekkel kapcsolatos kutatást, elemzést és értékelést végez, és ezeknek az igényeknek megfelelő szoftveres megoldások tervezésével, fejlesztésével, tesztelésével és karbantartásával foglalkozik.

## Feladatai
- a szoftveres alkalmazásokkal és operációs rendszerekkel kapcsolatos igények kutatása, elemzése és értékelése;
- számítógépes szoftverrendszerekkel kapcsolatos kutatás, tervezés és fejlesztés;
- a mérnökökkel egyeztetve a hardver és szoftver közötti illesztőegység értékelése;
- szoftvertesztelési és jóváhagyási eljárások kidolgozása és irányítása;
- meglévő szoftverek módosítása a hibák kijavítása, új hardverhez történő hozzáigazítás vagy az illesztőegységek és a teljesítmény javítása érdekében;
- a szoftverprogramozás és a dokumentációfejlesztés irányítása;
- a különböző operációs rendszerekkel, kommunikációs környezetekkel és alkalmazásszoftverekkel kapcsolatos karbantartási eljárások értékelése, fejlesztése, javítása és dokumentálása;
- megbeszélések folytatása az ügyfelekkel a szoftveres rendszerek fejlesztését és karbantartását illetően.

## Típusai
A szoftverfejlesztőket alapvetően programozási nyelvek szerint vagy főbb feladatok szerint csoportosítjuk.
Programozási nyelvek szerinti csoportosítás:
- .NET fejlesztő
- C/C++ fejlesztő
- Javascript fejlesztő
- Mobil fejlesztő
- Java fejlesztő
- PHP fejlesztő
- Python fejlesztő

Feladatok szerinti csoportosítás:
- Frontend fejlesztő
- Backend fejlesztő
- Full stack fejlesztő
- Mobil fejlesztő
- Játékfejlesztő
- Data scientist
- Beágyazott szoftverfejlesztő
- Webfejlesztő
- DevOps mérnök
- Security szoftverfejlesztő